# 櫻田櫻
櫻田櫻（日语：桜田さくら、さくらだ さくら，1982年1月14日—），原名土屋亜沙美，日本的AV女優及成人電影製作人。出身於日本神奈川縣。

## 簡歷
- 2003年，AV出道，演出許多痴女與女同性戀相關題材的作品。
- 2009年，AV引退。
- 2018年11月，因涉嫌拍攝無碼成人電影上載到收費網站被捕[1]。

## 外部連結
- 櫻田櫻 官方網誌 （页面存档备份，存于）（現已停止更新）

1. 1 2  .   [2018-12-01]. （原始内容存档于2020-02-18）.